# Anaximandros
Anaximandros (řecky: Ἀναξίμανδρος / Anaxímandros), též Anaximandros z Mílétu, (okolo 610 př. n. l. – okolo 546 př. n. l.) byl starořecký filozof, představitel tzv. mílétské školy. Spolu se svým učitelem Thalétem patří k zakladatelům filozofie jako samostatné vědy.
Je po něm pojmenován měsíční kráter Anaximander.

## Život
O jeho životě se mnoho nezachovalo. Pocházel z města Milétu v Malé Asii, stejně jako jeho učitel a příbuzný Thalés a žák Anaximenés. Napsal spis o próze či knihu O přírodě (550 př. n. l.), z nichž se ale zachovaly pouze zlomky. Svým zkoumáním starších teorií se snažil je zdokonalit a vytvořit lepší.

## Apeiron
Dle Anaximandra svět nepochází z jedné materiální pralátky (voda či vzduch); nesčetné světy vznikají a zanikají vydělováním protikladů z božského neomezena (řec. apeiron); z této rovnováhy vychází teplo a chladno, vlhko a sucho, čímž vznikají čtyři živly a ustavují tak věci. Tato pralátka je nekonečná a věčná a je pořád v pohybu. Je to vesmírný řád, platící úplně pro vše, co se ve vesmíru nachází. Staří Řekové totiž věřili, že vše je živé (i kameny, země) a podle Anaximandra je zdrojem životní aktivity právě apeiron. Dokladem tohoto učení je jeden z mála zachovaných přímých zlomků:
Ze kterých jest jsoucím věcem vznik,
do těchto nastává i zánik,
podle nutnosti.
Neboť vše si navzájem platí pokutu a pokání za své bezpráví,
podle pořadí času.
Z této věty můžeme i vyčíst Anaximandrův princip tlaků a protitlaků. Na každý tlak je odpovězeno stejným tlakem, a toto tření nám vytváří hranice existence. Čím silnější tlak, tím silnější odpověď - samotný akt existence je trestaný nebytím.

## Kosmologie a kosmogonie
Anaximandros učil, že Země je kamenný válec ve vzdušném prostoru a na začátku svého vzniku byla tekutá a plula volně v prostoru. Vyschla a díky dopadajícímu nebeskému ohni vznikli první živočichové a rostliny. Ti nejdříve žili ve vodě, později vystoupili na souš a stali se z nich také lidé. Snad jako první myslel, že Země je samostatné kosmické těleso. Existuje dokonce i zápis, podle kterého pokládal Zemi za kouli. Svým tvrzením o akvatickém původu života předznamenal Darwinovu teorii:
Anaximandros říká, že první živočichové se zrodili ve vlhku a že je obklopovala ostnatá kůra. Když pak pokročili věkem, vystoupili na souši a po krátký čas přežívali, když se kůra zlomila.
Hvězdy považoval Anaximandros za ohnivý prstenec kolem Země, neumístil je na nejvzdálenější, ale na nejbližší okruh kolem Země. Vytvořil jednoduchá pravidla gravitace, mapu světa vycházející z babylonských vzorů a sluneční hodiny. Pochopil sklon ekliptiky vůči světovému rovníku, rozlišuje gnómón a polos. Mechanicky vysvětlil pravidelnost oběhu hvězd a sestavil model oblohy, kde byla středem Země.